# Campionato mondiale maschile di hockey su pista Barcellona 1964
Il Campionato mondiale di hockey su pista 1964 (in inglese 1964 Roller Hockey World Cup) è stata la sedicesima edizione della massima competizione per le rappresentative di hockey su pista maschili maggiori e fu organizzata dalla Fédération Internationale de Roller Sports. La competizione si svolse dal 23 al 31 maggio 1964 a Barcellona in Spagna. 
La vittoria finale è andata alla nazionale della Spagna che si è aggiudicata il torneo per la quarta volta nella sua storia.

## Formula
Il campionato del mondo 1964 vide la partecipazione di dieci squadre nazionali. La manifestazione fu organizzata tramite un girone all'italiana con gare di sola andata; erano assegnati due punti per l'incontro vinto, un punto a testa per l'incontro pareggiato e zero la sconfitta. Al termine del torneo la squadra prima classificata venne proclamata campione del Mondo.

## Squadre partecipanti
| Squadra        | Part. Nº | Partecipazioni precedenti al torneo                                                      |
| -------------- | -------- | ---------------------------------------------------------------------------------------- |
| Argentina      | 3        | 1960, 1962                                                                               |
| Germania Ovest | 12       | 1936, 1939, 1950, 1951, 1953, 1954, 1955, 1956, 1958, 1960, 1962                         |
| Giappone       | 1        | Esordiente                                                                               |
| Inghilterra    | 15       | 1936, 1939, 1947, 1948, 1949, 1950, 1951, 1952, 1953, 1954, 1955, 1956, 1958, 1960       |
| Italia         | 16       | 1936, 1939, 1947, 1948, 1949, 1950, 1951, 1952, 1953, 1954, 1955, 1956, 1958, 1960, 1962 |
| Paesi Bassi    | 13       | 1948, 1949, 1950, 1951, 1952, 1953, 1954, 1955, 1956, 1958, 1960, 1962                   |
| Portogallo     | 16       | 1936, 1939, 1947, 1948, 1949, 1950, 1951, 1952, 1953, 1954, 1955, 1956, 1958, 1960, 1962 |
| Spagna         | 14       | 1947, 1948, 1949, 1950, 1951, 1952, 1953, 1954, 1955, 1956, 1958, 1960, 1962             |
| Svizzera       | 15       | 1936, 1939, 1947, 1948, 1949, 1950, 1951, 1952, 1953, 1954, 1955, 1956, 1958, 1962       |
| Uruguay        | 3        | 1954, 1962                                                                               |

Nota bene: nella sezione "partecipazioni precedenti al torneo" le date in grassetto indicano la squadra che ha vinto quell'edizione del torneo

## Svolgimento del torneo

### Classifica finale
| Pos | Squadra        | Pt | G | V | N | P | GF | GS  | DG   |
| --- | -------------- | -- | - | - | - | - | -- | --- | ---- |
| 1.  | Spagna         | 18 | 9 | 9 | 0 | 0 | 65 | 3   | +62  |
| 2.  | Portogallo     | 15 | 9 | 7 | 1 | 1 | 64 | 7   | +57  |
| 3.  | Italia         | 11 | 9 | 5 | 1 | 3 | 36 | 11  | +25  |
| 4.  | Paesi Bassi    | 11 | 9 | 5 | 1 | 3 | 30 | 14  | +16  |
| 5.  | Argentina      | 9  | 9 | 4 | 1 | 4 | 35 | 20  | +15  |
| 6.  | Svizzera       | 8  | 9 | 4 | 0 | 5 | 34 | 25  | +9   |
| 7.  | Germania Ovest | 8  | 9 | 4 | 0 | 5 | 25 | 23  | +2   |
| 8.  | Inghilterra    | 6  | 9 | 3 | 0 | 6 | 21 | 40  | -19  |
| 9.  | Uruguay        | 4  | 9 | 1 | 2 | 6 | 15 | 20  | -5   |
| 10. | Giappone       | 0  | 9 | 0 | 0 | 9 | 3  | 163 | -160 |

### Risultati
| Barcellona 23 maggio 1964 | Spagna  | 34 – 0 | Giappone | \| Arbitro: \| Andrade \| |
| Arbitro:                  | Andrade |        |          |                           |

| Barcellona 23 maggio 1964 | Paesi Bassi  | 2 – 2 | Portogallo | \| Arbitro: \| Bruno Tiezzi \| |
| Arbitro:                  | Bruno Tiezzi |       |            |                                |

| Barcellona 23 maggio 1964 | Inghilterra    | 2 – 1 | Uruguay | \| Arbitro: \| Karl Trautmann \| |
| Arbitro:                  | Karl Trautmann |       |         |                                  |

| Barcellona 24 maggio 1964 | Germania Ovest | 1 – 7 | Spagna | \| Arbitro: \| Hugo De Crook \| |
| Arbitro:                  | Hugo De Crook  |       |        |                                 |

| Barcellona 24 maggio 1964 | Argentina | 1 – 2 | Italia | \| Arbitro: \| Sanahuja \| |
| Arbitro:                  | Sanahuja  |       |        |                            |

| Barcellona 24 maggio 1964 | Paesi Bassi   | 12 – 0 | Giappone | \| Arbitro: \| Jules Theiler \| |
| Arbitro:                  | Jules Theiler |        |          |                                 |

| Barcellona 24 maggio 1964 | Inghilterra     | 13 – 1 | Giappone | \| Arbitro: \| Bert Van Dinter \| |
| Arbitro:                  | Bert Van Dinter |        |          |                                   |

| Barcellona 24 maggio 1964 | Portogallo | 7 – 0 | Svizzera | \| Arbitro: \| Bagues \| |
| Arbitro:                  | Bagues     |       |          |                          |

| Barcellona 25 maggio 1964 | Germania Ovest | 2 – 1 | Italia |  |

| Barcellona 25 maggio 1964 | Argentina | 0 – 4 | Spagna |  |

| Barcellona 25 maggio 1964 | Italia | 12 – 0 | Giappone |  |

| Barcellona 25 maggio 1964 | Giappone | 0 – 28 | Portogallo |  |

| Barcellona 25 maggio 1964 | Svizzera | 5 – 2 | Uruguay |  |

| Barcellona 26 maggio 1964 | Germania Ovest | 3 – 0 | Uruguay |  |

| Barcellona 26 maggio 1964 | Argentina | 3 – 2 | Svizzera |  |

| Barcellona 26 maggio 1964 | Spagna       | 4 – 0 | Svizzera | \| Arbitro: \| Bruno Tiezzi \| |
| Arbitro:                  | Bruno Tiezzi |       |          |                                |

| Barcellona 26 maggio 1964 | Paesi Bassi | 4 – 0 | Inghilterra | \| Arbitro: \| Andrade \| |
| Arbitro:                  | Andrade     |       |             |                           |

| Barcellona 26 maggio 1964 | Italia        | 0 – 4 | Portogallo | \| Arbitro: \| Hugo De Crook \| |
| Arbitro:                  | Hugo De Crook |       |            |                                 |

| Barcellona 27 maggio 1964 | Germania Ovest | 0 – 0 | Portogallo |  |

| Barcellona 27 maggio 1964 | Argentina | 1 – 2 | Inghilterra |  |

| Barcellona 27 maggio 1964 | Argentina      | 20 – 0 | Giappone | \| Arbitro: \| Karl Trautmann \| |
| Arbitro:                  | Karl Trautmann |        |          |                                  |

| Barcellona 27 maggio 1964 | Spagna        | 2 – 1 | Italia | \| Arbitro: \| Hugo De Crook \| |
| Arbitro:                  | Hugo De Crook |       |        |                                 |

| Barcellona 27 maggio 1964 | Paesi Bassi | 6 – 2 | Uruguay | \| Arbitro: \| Bagues \| |
| Arbitro:                  | Bagues      |       |         |                          |

| Barcellona 28 maggio 1964 | Germania Ovest | 3 – 1 | Inghilterra | \| Arbitro: \| Ribeiro \| |
| Arbitro:                  | Ribeiro        |       |             |                           |

| Barcellona 28 maggio 1964 | Argentina     | 1 – 1 | Uruguay | \| Arbitro: \| Jules Theiler \| |
| Arbitro:                  | Jules Theiler |       |         |                                 |

| Barcellona 28 maggio 1964 | Spagna          | 2 – 1 | Uruguay | \| Arbitro: \| Bert Van Dinter \| |
| Arbitro:                  | Bert Van Dinter |       |         |                                   |

| Barcellona 28 maggio 1964 | Paesi Bassi | 1 – 2 | Italia | \| Arbitro: \| Sanahuja \| |
| Arbitro:                  | Sanahuja    |       |        |                            |

| Barcellona 28 maggio 1964 | Inghilterra  | 0 – 11 | Portogallo | \| Arbitro: \| Bruno Tiezzi \| |
| Arbitro:                  | Bruno Tiezzi |        |            |                                |

| Barcellona 28 maggio 1964 | Giappone            | 0 – 16 | Svizzera | \| Arbitro: \| Eugenio Vila Barril \| |
| Arbitro:                  | Eugenio Vila Barril |        |          |                                       |

| Barcellona 29 maggio 1964 | Germania Ovest | 2 – 3 | Argentina | \| Arbitro: \| Ruiz Parrado \| |
| Arbitro:                  | Ruiz Parrado   |       |           |                                |

| Barcellona 29 maggio 1964 | Spagna       | 4 – 0 | Paesi Bassi | \| Arbitro: \| Bruno Tiezzi \| |
| Arbitro:                  | Bruno Tiezzi |       |             |                                |

| Barcellona 29 maggio 1964 | Paesi Bassi | 2 – 0 | Svizzera | \| Arbitro: \| Andrade \| |
| Arbitro:                  | Andrade     |       |          |                           |

| Barcellona 29 maggio 1964 | Italia | 3 – 2 | Svizzera | \| Arbitro: \| Bagues \| |
| Arbitro:                  | Bagues |       |          |                          |

| Barcellona 29 maggio 1964 | Portogallo    | 3 – 0 | Uruguay | \| Arbitro: \| Jules Theiler \| |
| Arbitro:                  | Jules Theiler |       |         |                                 |

| Barcellona 30 maggio 1964 | Germania Ovest  | 11 – 1 | Giappone | \| Arbitro: \| Bert Van Dinter \| |
| Arbitro:                  | Bert Van Dinter |        |          |                                   |

| Barcellona 30 maggio 1964 | Argentina    | 2 – 0 | Paesi Bassi | \| Arbitro: \| Ruiz Parrado \| |
| Arbitro:                  | Ruiz Parrado |       |             |                                |

| Barcellona 30 maggio 1964 | Argentina | 4 – 7 | Portogallo | \| Arbitro: \| Sanahuja \| |
| Arbitro:                  | Sanahuja  |       |            |                            |

| Barcellona 30 maggio 1964 | Inghilterra | 3 – 4 | Svizzera | \| Arbitro: \| Andrade \| |
| Arbitro:                  | Andrade     |       |          |                           |

| Barcellona 30 maggio 1964 | Italia | 1 – 1 | Uruguay | \| Arbitro: \| Bagues \| |
| Arbitro:                  | Bagues |       |         |                          |

| Barcellona 30 maggio 1964 | Spagna  | 7 – 0 | Inghilterra | \| Arbitro: \| Ribeiro \| |
| Arbitro:                  | Ribeiro |       |             |                           |

| Barcellona 31 maggio 1964 | Germania Ovest | 2 – 3 | Paesi Bassi | \| Arbitro: \| Ruiz Parrado \| |
| Arbitro:                  | Ruiz Parrado   |       |             |                                |

| Barcellona 31 maggio 1964 | Germania Ovest | 1 – 5 | Svizzera | \| Arbitro: \| Hugo De Crook \| |
| Arbitro:                  | Hugo De Crook  |       |          |                                 |

| Barcellona 31 maggio 1964 | Spagna       | 1 – 0 | Portogallo | \| Arbitro: \| Bruno Tiezzi \| |
| Arbitro:                  | Bruno Tiezzi |       |            |                                |

| Barcellona 31 maggio 1964 | Inghilterra   | 0 – 8 | Italia | \| Arbitro: \| Jules Theiler \| |
| Arbitro:                  | Jules Theiler |       |        |                                 |

| Barcellona 31 maggio 1964 | Giappone       | 1 – 7 | Uruguay | \| Arbitro: \| Karl Trautmann \| |
| Arbitro:                  | Karl Trautmann |       |         |                                  |